# Remi Lindholm
Remi Glenn Christoffer Lindholm (* 17. Januar 1998 in Oulu) ist ein finnischer Skilangläufer.

## Leben
Der Finnlandschwede Remi Lindholm wuchs in Pernå (finnisch Pernaja) in einer Familie von Skilangläufern auf. Seine Mutter Johanna Lindholm hat ebenfalls an Weltmeisterschaften und Weltcup-Rennen teilgenommen. Sein Vater Glenn Lindholm hat die chinesische Ski-Nationalmannschaft trainiert und als Kommentator für die schwedischsprachigen Skisendungen des staatlichen Senders Yle gearbeitet. Auch alle seine Geschwister sind aktive Sportler.

## Karriere
Lindholm, der für den Verein Imatran Urheilijat in Imatra startet, trat im Dezember 2015 in Vuokatti erstmals im Scandinavian-Cup an, wo er den 139. Platz über 15 km Freistil belegte. Bei den Olympischen Jugend-Winterspielen 2016 in Lillehammer wurde er Zehnter im Sprint und jeweils Siebter im Cross und 10 km Freistil. In der Saison 2019/20 siegte er bei den finnischen Juniorenmeisterschaften im 30-km-Massenstartrennen und kam bei den U23-Skiweltmeisterschaften 2020 in Oberwiesenthal auf den 30. Platz im 30-km-Massenstartrennen, auf den 26. Rang über 15 km klassisch und auf den achten Platz mit der Staffel. In der folgenden Saison startete er in Lahti erstmals im Skilanglauf-Weltcup, wo er den 48. Platz im Skiathlon belegte und tags darauf mit dem achten Platz mit der Staffel seine ersten Weltcuppunkte holte. Bei den U23-Skiweltmeisterschaften 2021 in Vuokatti lief er auf den 15. Platz über 15 km Freistil und auf den siebten Rang mit der Staffel. Nach Platz drei über 15 km Freistil beim FIS-Rennen in Vuokatti zu Beginn der Saison 2021/22, kam er in Ruka mit dem 26. Platz über 15 km klassisch und dem 20. Rang in der Verfolgung erneut in die Punkteränge. Bei der Tour de Ski 2021/22 errang er den 36. Platz und beim Saisonhöhepunkt, den Olympischen Winterspielen 2022 in Peking, den 45. Platz über 15 km klassisch, den 28. Platz im 50-km-Massenstartrennen sowie den 25. Platz im Skiathlon.